# Övergrans IF
Övergrans IF är en tidigare fotbollsklubb i Håbo kommun. Klubben kom att tillsammans med Bålsta IF att bilda Håbo FF 1996. Trots klubbens relativa litenhet skördades stora famgångar såväl nationellt som internationellt av pojklagen, särskilt årgångarna P-77 och P-79. Även på flicksidan var man framgångsrika, F-74 vann Gothia cup 1990 och Flick-SM. En av Övergrans IF mest kända fotbollsspelare är Daniel Majstorović.